# Вольфганг Гілле
Вольфганг Гілле (нім. Wolfgang Hille; 12 березня 1918, Ебсторф — ?) — німецький офіцер-підводник, капітан-лейтенант крігсмаріне.

## Біографія
3 квітня 1936 року вступив на флот. З липня 1939 року — ад'ютант і вахтовий офіцер, з грудня 1940 року — командир корабля 4-ї флотилії мінних тральщиків. З вересня 1941 по лютий 1942 року пройшов курс підводника. В березні-жовтні 1942 року — 2-й вахтовий офіцер на підводному човні U-202. В жовтні-грудні 1942 року пройшов курс командира човна. З 30 січня по 14 грудня 1943 року — командир U-762, на якому здійснив 1 похід (28 вересня — 15 листопада). З грудня 1943 року — командир роти 2-ї навчальної дивізії підводних човнів. З жовтня 1944 року і до кінця війни служив в навчальній групі підводних човнів «Південь» і в торпедній інспекції.

## Звання
- Кандидат в офіцери (3 квітня 1936)
- Морський кадет (10 вересня 1936)
- Фенріх-цур-зее (1 травня 1937)
- Оберфенріх-цур-зее (1 липня 1938)
- Лейтенант-цур-зее (1 жовтня 1938)
- Оберлейтенант-цур-зее (1 жовтня 1940)
- Капітан-лейтенант (1 вересня 1943)